# La Camargo (opera)

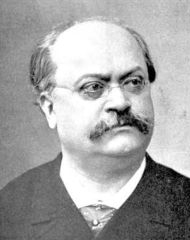
Charles Lecocq

La Camargo är en opéra comique i tre akter med musik av Charles Lecocq och libretto av Eugène Leterrier och Albert Vanloo. It is a highly fictionalised story of two historical 18th-century characters, the dancer La Camargo and the bandit Louis Mandrin.

## Historia
Lecocq hade komponerat fyra operetter för Théâtre de la Renaissance mellan åren 1875 och 1878. Den mest framgångsrika av dessa, Le Petit Duc, hade spelats 301 gånger. La Camargo var tänkt att efterträda den. Lecocq hade samarbetat med åtskilliga librettister sedan sin förstas stora succé tio år tidigare; Teblomman. Denna gången var hans samarbetspartners det erfarna paret Eugène Leterrier och Albert Vanloo, med vilka han redan hade samarbetat med i den framgångsrika operetterna Giroflé-Girofla (1874), Lilla frun (1875) och den mindre framgångsrika La Marjolaine (1877).
De båda huvudkaraktärerna i Leterriers och Vanloos libretto, La Camargo och Louis Mandrin, är påhittade versioner av riktiga historiska personer. Den förra var en populär balettstjärna under Ludvig XV:s tid, och den senare en ökänd rövare (en sorts Frankrikes Robin Hood). De levde vid samma tid men det finna inga belägg för att de någonsin möttes. La Camargo sjöngs av Zulma Bouffar, en storfavorit hos Parispubliken och nära förknippad med Offenbachs verk, och hennes inhopp i ett verk av hans yngre rival var något av en kupp för Théâtre de la Renaissance; Lecocq tillägnade henne verket. La Camargo hade premiär den 20 november 1878 och framfördes 98 gånger.

## Nyuppsättningar
La Camargo gavs på franska i New York på Booth's Theatre i december 1879 av Maurice Grau's opera company. Den spelades som repertoarstycke under säsongen fram till maj 1880. Operetten spelades i de franska provinserna, samt i Budapest 1878 och i Wien 1879.

## Kritikermottagande
Les Annales du théâtre et de la musique ansåg att stycket var mediokert men vackert iscensatt, musiken var "en störtflod av kupletter". Musiktidskriften The Era ansåg inte librettot vara särskilt intressant men fyllt av rörelse och på det hela taget underhållande. Samme kritiker rankade Lecocqs musik mindre elegant än i  Le Petit Duc, men livlig och alltigenom melodiös. Han spådde (helt felaktigt) en lång speltid för operetten. The Athenaeum ansåg att ett libretto om "Frankrikes Dick Turpin" icke kunde tilltala Parispubliken men spekulerade att stycket möjligen kunde räddas tack vare Lecocqs musik, som han ansåg vara lika bra som Lecocqs tidigare succéer. När stycket gavs i Boulogne fann en lokal kritiker "en aning för långt och inte särdeles originell". The New York Times ansåg att musiken var "vacker och lätt, kanske för lätt så att kompositören har varit oaktsam och endast klottrat ned sina tankar alltmedan de dök upp". Men kritiken ansåg verket minst lika bra som något annat som spelades på den prestigeaktade Opéra-Comique.

## Originalbesättning
- Mandrin – Eugène Vauthier
- Pontcalé – Jean-François Berthelier
- Saturnin – Maurice Lamy
- Péruchot  – M. Pâma
- Tournevis  – M. Libert
- Le Philosophe – M. Deberg
- Rossignol  – M. Duchosal
- Taquet  – M. Tony
- Camargo – Zulma Bouffar
- Dona Juana de Rio Negro – Marie Desclauzas
- Colombe – Mily-Meyer

## Handling

### Akt 1
Artistfoajén på Paris Opéra
Balettruppen är samlad hos balettchefen Taquet. De är redo att framträda i La Camargos avskedsföreställning innan hon lämnar Paris för Lyon. Bland hennes vänner har rövaren Mandrin smugit sig in. Han är elegant klädd och ger sken av att vara en ädling, Chevalier de Valjoly. Också närvarande är La Camargos beundrare Marquis de Pontcalé, som precis har överlämnat ett magnifikt halsband. Mandrin har också anlänt för att överräcka en liknande gåva, men till hans grämelse har hans män, som han gav i uppdrag att stjäla något lämpligt, inte dykt upp. 
Pontcalé, som enligt honom själv är en god detektiv, förklarar för de närvarande att han har blivit ombedd av polismyndigheten att hjälpa dem ta fast den okände Mandarin, som antas befinna sig i Paris. Rövarens identitet har röjts av ett nyligen utfört dåd: stölden på ett château nära St. Germain, där den spanska adelsdamen Juana de Rio Negro bor. Hon kommer in efter att ha blivit ombedd av polisen att söka upp Pontcalé och ge honom alla detaljer från rånet. Hon berättar för honom och alla andra om rånet, men medger att hon inte kan skilja mellan hennes drömmar och vad som verkligen hände den natten - blev hon förförd av den stilige inkräktaren eller inte?
När väl artistfoajén är rom bryter sig Mandrins män in genom ett fönster, stjäl halsbandet (Pontcalés gåva) från Camargos omklädesrum, och ger det till deras ledare. Mandarin inser inte att halsbandet är stulet från Camargos rum och han gratulerar sig själv till att äntligen ha en fin present till henne. Juana återvänder och när hon ser rövaren känner hon igen honom som den man som stod vid hennes säng när hon vaknade upp från sina gåtfulla drömmar. Hon kräver en förklaring och han ber henne att dölja hans identitet. 
Bland balettpubliken befinner sig den unge Saturnin. Han har blivit besatt av La Camargo och försöker ta sig bakom scenen efter föreställningen. Han hamnar i artistfoajén förföljd av sin farbror Péruchot och sin fästmö Colombe. Farbrodern finner honom bland balettflickorna och drar iväg honom. Camargo är på väg till sitt rum för att klä om och upptäcker att halsbandet är borta. Pontcalé är rasande över att ett rån har blivit begånget under hans vakande ögon och han ger order om att låsa dörrarna och låter söka igenom lokalen. Mandrin, som har halsbandet, är i fara men Juana tar det från honom och gömmer det i sitt urringning. Sökandet resulterar bara i upptäckten av ett trasigt fönster och slutsatsen blir att rånet har utförts av den fruktansvärde men okände Mandrin.

### Akt 2
Mandrins slott
Mandrin har begett sig till sitt slott med den besatta Juana i hasorna. Där befinner sig även Saturnin, Péruchot och Colombe, som togs som gisslan på deras väg från Paris. På order från Mandrin stoppas vagnen som La Camargo färdas i på sin väg till Lyon och hon förs också till slottet. Hon tror att Mandrin är Chevalier de Valjoly och att kidnappningen är ett skämt från hans sida. 
Pontcalé, som är Mandrin på spåren, tar sig in i slottet genom en hemlig ingång. Han har med sig 200 soldater för att arrestera banditen, men väl inne slår porten igen och han är ensam. Han möter Mandrin, som han fortfarande tror är Valjoly. Mandrin övertalar honom att hålla tillbaka soldaterna tills festen är över, och han sänder en av sina kumpaner med order från Pontcalé till alla officerare. Saturnin följer efter och stjäl ordern. Soldaterna anländer därför mitt under festligheterna och Pontcalé ber att de ska inlogeras på slottet. Mandrin går med på detta och låser in dem bakom lås och bom. 
Saturnin övertalar La Camargo och Pontcalé att Valjoly är Mandrin. Saturnin flyr genom den hemliga gången för att kalla samman förstärkningar. Camargo och Pontcalé säger till Mandrin att de vet att han är rövarhövdingen, och Juana, som är svartsjuk på hans känslor för Camargo, förskjuter honom. Han kallar samman sina män och de tre fängslas.

### Akt 3
Kabaret de Ramponneau, Paris
Rövargänget dricker på en bar medan de inväntar sin chef. Där befinner sig också La Camargo, Juana och Pontcalé, fritagna från banditens slott av polisen. Pontcalé fortsätter sin jakt på Mandrin. Han tillkännager att han har hittat en briljant ny detektiv som han har anställt för att få fast rövaren. Detektiven monsieur Philidor är Mandrin själv förklädd. Han hör hur Camargo ger order till sina bärare att hämta henne klockan åtta för att föra henne till en bal. Han kallar på sina män och ber dem muta bärarna så de kan ta deras platser och sedan föra bort La Camargo efter balen till en plats som han bestämt. Colombe har tjuvlyssnat på samtalet och hon berättar för La Camargo om planen.
Camargo skickar ett meddelande till Pontcalé om planen och kommer överens med Colombe att hon ska ta Camargos plats. Camargo klär ut sig till en positivhalare vid namn Javotte. Camargo får Mandrin att erkänna allt. Han försöker fly men huset är omringat av Pontcalés män. La Camargo förbarmar sig över Mandrin, och avslöjar inte för Pontcalé att hans detektiv egentligen är rövarhövdingen. Hon sätter Mandrin på fri fot, ber honom att lämna Paris omedelbart och hitta en annan plats att bli hängd på.
Källa: 1879 års libretto.

## Musiknummer
- Akt 1
  - Overture
  - Choeur et ensemble – "Que les ris et les jeux"
  - Entrée des abonnés – "A nos petites chattes "
  - Couplets – "Mes aïeux, j'en ai la mémoire "
  - Choeur – "Ran, plan, voici notre reine"
  - Couplets de la Camargo – "Partout on me fête, on m'acclame"
  - Couplets de l'oeil – "Savez-vous, auprès des femmes"
  - Madrigal – "Je comprendrais fort peu, vraiment"
  - Le rêve de Dora Juana – "Je dormais, tout dans la nature"
  - Rondo de la Camargo – "Si vous saviez, mes chers amis "
  - Romance – "Je vous ai dit mon ignorance "
  - Ensemble des voleurs – "L'Ecureuil me voilà!"
  - Finale
    - Ensemble – "O ciel! qu'arrive-t-il"
    - Scène – "Nous sommes innocents"
    - Ensemble – "C'en est trop à la lin"
- Akt 2
  - Choeur des voleurs – "Ah! qu'il est doux pour des voleurs"
  - Ronde de la bande a Mandrin – "Ils sorti trente ou quarante"
  - Air de Mandrin – "Ah! soyez distingués"
  - Choeur des prisonniers – "Les yeux tout de larmes noyés "
  - Couplets de Colombe – "Presque toujours une cousine "
  - Couplets – "Laissez-moi, monsieur Ie voleur"
  - Petit choeur – "Nous voici, pommadés"
  - Ballet-pastorale – "Pour savoir comment se fait un ballet"
  - Entrée de la bergère – "Voici d'abord une bergère"
  - Duo – "Ce serait une vie heureuse"
  - Couplets – "Certes, lorsque l'on n'aime pas"
  - Finale:
    - Chœur – "Ah! la bonne fortune"
    - Scène – "Entendez-vous ces coups de feu"
    - Ensemble – "Les soldats! les soldats!"
    - Entrée des soldats – "Mes amis! qu'on ouvre la porte"
    - Larghetto – "Voyez ce regard fatidique"
    - Strette – "D'étape en étape, il faut l'emmener"
- Akt 3 
  - Choeur – "Chez Ramponneau le monde accourt"
  - Chant de la vielleuse – "Et zon, zen, zon, saute Suzon"
  - Cris des marchands – "Pour la vielleuse et sa marmotte"
  - Sortie – "Mesdames et messieurs, merci"
  - Couplets de Louis le Bien-aimé – "Le Roi s'est dit"
  - Duetto de la police – "La police, la justice"
  - Duetto – "Étais-tu bête I – Etais-je bétel"
  - Quintette – "A la tienne, Etienne!"
  - Duetto – "Trotte, trotte, petite Javotte"
  - Chanson de la marmotte en vie – "En quittant ma montagne"
  - Couplet final – "J'dois quéqu'chose à Javotte